# رقاح سلفادور
رقاح سلفادور أو آكل البذور السلفادوري أو نغر سلفادور (الاسم العلمي Crithagra xantholaemus)، طائر من الرقاح وفصيلة الشرشوريات. موطنه إثيوبيا. موائله الطبيعية أراضي الغابات العالية وأراضي الأشجار القمئية الجافة الشبه الاستوائية أو المدارية. وهو مهدد بفقدان موائله الطبيعية. كان يُصنف سابقًا ضمن جنس النغر.